# غريغ غروسمان (متزحلق جبال الألب)
غريغ غروسمان هو متزحلق جبال الألب كندي، ولد في 5 يوليو 1966.

## وصلات خارجية
- غريغ غروسمان على موقع الاتحاد الدولي للتزلج (التزلج على المنحدرات الثلجية) (الإنجليزية)
- غريغ غروسمان على موقع اللجنة الأولمبية الدولية (الإنجليزية)
- غريغ غروسمان على موقع أوليمبيديا (الإنجليزية)